# Selnik (Ludbreg)
Selnik is een plaats in de gemeente Ludbreg in de Kroatische provincie Varaždin. De plaats telt 905 inwoners (2001).